# Johan Zápolya
Johan Zápolya of Szapolyai János (op Slot Szepes, 2 februari 1487 - bij Szászsebes, 22 juli 1540) was de eerste vorst van Transsylvanië met aanspraak op de titel koning van Hongarije tussen 1526 en 1540. Hoewel hij het hele koninkrijk Hongarije claimde, regeerde hij de facto enkel over Oost-Hongarije.
Hij stamde uit het huis Zápolya en was een zoon van Stefan Zápolya, palatijn van Hongarije van 1492 tot 1499, en diens tweede echtgenote Hedwig van Teschen. Hij was vojvoda van Zevenburgen vanaf 1510 tot aan zijn kroning tot koning in 1526.